# Karla Peijs
Karla Maria Henriëtte Peijs, née le 1er septembre 1944 à Tilbourg, est une femme politique néerlandaise membre de l'Appel démocrate-chrétien (CDA), ancien commissaire de la Reine dans la province de Zélande et ancienne ministre des Transports des Pays-Bas.

## Éléments personnels

### Formation et carrière
Elle termine ses études secondaires à Nimègue en 1963, puis étudie la sociologie de l'économie et des organisations à l'université catholique de Nimègue. C'est cependant à l'université libre d'Amsterdam qu'elle obtient son diplôme, en 1985.
Elle est aussitôt devenue, pour quatre ans, professeur d'économie générale et d'organisation des entreprises de l'université de sciences appliquées d'Utrecht, dont elle a été chef des relations intérieures et extérieures entre 1988 et 1989. 
En 2007, elle a été élue présidente de la Sécurité routière des Pays-Bas (VVN), et nommée coordinatrice des Voies navigables européennes.

### Vie privée
Elle est mariée avec l'entrepreneur Rinus Platschorre, et mère de deux enfants.

## Activité politique

### Au sein du CDA
Vice-présidente de la section du CDA d'Harmelen, elle siège au conseil du parti depuis 1989, et a présidé, en 2007, la commission chargée de désigner un candidat au poste de président du CDA.

### Débuts institutionnels
Elle est élue aux États provinciaux de la province d'Utrecht en 1982, où elle occupe un poste de secrétaire du groupe chrétien-démocrate. Elle démissionne au bout de sept ans, après avoir été élue membre du Parlement européen, lors des élections européennes de 1989. Cinq ans plus tard, elle devient vice-présidente de la sous-commission des Affaires monétaires jusqu'en janvier 1997. Elle a, en outre, siégé au bureau du groupe du Parti populaire européen.

### Ministre
Le 27 mai 2003, Karla Peijs est nommée ministre des Transports et des Voies d'eau dans le gouvernement de coalition du chrétien-démocrate Jan Peter Balkenende, où elle s'est illustrée par sa volonté de moderniser, rénover ou agrandir les infrastructures routières afin de fluidifier la circulation automobile. Elle annonce, au mois d'août 2006, qu'elle ne souhaite pas être reconduite au gouvernement après les élections législatives anticipées du 22 novembre 2006, mais souhaite être élue sénatrice à la première Chambre des États Généraux, lors des élections du 29 mai 2007.

### Commissaire de la Reine
Chargée de l'intérim de son ministère à compter de la tenue des élections législatives, elle quitte le cabinet le 22 février 2007. À peine une semaine plus tard, elle est choisie comme commissaire de la Reine dans la province de Zélande, et prend la tête d'une large coalition unissant le CDA, l'Union chrétienne (CU), le Parti politique réformé (SGP) et la GroenLinks (GL). En 2013, son titre évolue en « Commissaire du Roi ».